# Peter Green (arbitre)
Pour les articles homonymes, voir Peter Green et Green.
Peter Daniel Green, né le 29 mai 1978 à Brisbane, est un arbitre australien de football qui officie depuis 2002. Il est arbitre international depuis 2006.

## Carrière
Il a participé à des compétitions majeures : 
- Coupe d'Asie des nations des moins de 16 ans 2008 (3 matchs)
- AFF Suzuki Cup 2010 (finale retour)